# Romska Inicjatywa Obywatelska
Romska Inicjatywa Obywatelska (sł. Romská občanská iniciativa, ROI) – słowacka partia polityczna reprezentująca mniejszość etniczną Romów.
Początkowo partia ta została założona w Czechosłowacji 21 listopada 1989 roku, zaraz po rozpoczęciu aksamitnej rewolucji. Była ona częścią Forum Obywatelskiego, a jej liderem był prawnik Emil Ščuka. Zapewniła ona sobie siedem mandatów w pierwszych wolnych wyborach w 1990 roku. Po podziale kraju, podobny los spotkał i to ugrupowanie, jednak później nastąpiły kolejne rozłamy i partia w końcu samorozwiązała się. W Czechach Ščuka zachował natomiast przywództwo do 2001 roku, będąc jednocześnie sekretarzem generalnym Międzynarodowej Unii Romskiej. Partia w Czechach zakończyła swą działalność w 2005 roku.
Na Słowacji ugrupowanie to wznowiło swą działalność i zarejestrowało się ponownie w 2005 roku, przyłączając się do innych romskich partii, takich jak Rómska inteligencia za spolunažívanie v Slovenskej republike, Strana ochrany práv Rómov na Slovensku, Strana demokratickej jednoty Rómov i Strana rómskych demokratov v Slovenskej republike.